# MP1
MP1 (ang. MPEG-1 Audio Layer-1) – format stratnej kompresji dźwięku, będący jedną z trzech warstw audio standardu MPEG-1.
Pliki w tym formacie mają rozszerzenie .mp1. 
Standard MPEG-1 I jest używany w formacie Digital Compact Cassette, w postaci kodera kompresji audio PASC.